# ديلان جييك
ديلان ستيفن جيك (بالإنجليزية: Dylan Steven Geick)‏، من مواليد 9 سبتمبر 1998 في بوفالو غروف، إلينوي، كاتب ومصارع محترف من الولايات المتحدة.

## وصلات خارجية
- ديلان جييك على موقع IMDb (الإنجليزية)
- ديلان جييك على موقع كينوبويسك (الروسية)